# Джозефвілл (Міссурі)
Джозефвілл (англ. Josephville) — селище (англ. village) в США, в окрузі Сент-Чарлз штату Міссурі. Населення — 512 особи (2020).

## Географія
Джозефвілл розташований за координатами 38°49′46″ пн. ш. 90°47′14″ зх. д. / 38.82944° пн. ш. 90.78722° зх. д. (38.829533, -90.787312).  За даними Бюро перепису населення США в 2010 році селище мало площу 6,15 км², уся площа — суходіл. В 2017 році площа становила 6,55 км², уся площа — суходіл.

## Демографія
Згідно з переписом 2010 року, у селищі мешкало 376 осіб у 133 домогосподарствах у складі 110 родин. Густота населення становила 61 особа/км².  Було 140 помешкань (23/км²).
Расовий склад населення:
| - 96,5 % — білих - 1,1 % — чорних або афроамериканців - 0,8 % — корінних американців - 0,3 % — азіатів |

До двох чи більше рас належало 0,5 %. Частка іспаномовних становила 0,5 % від усіх жителів.
За віковим діапазоном населення розподілялося таким чином: 23,7 % — особи молодші 18 років, 63,8 % — особи у віці 18—64 років, 12,5 % — особи у віці 65 років та старші. Медіана віку мешканця становила 44,7 року. На 100 осіб жіночої статі у селищі припадало 96,9 чоловіків;  на 100 жінок у віці від 18 років та старших — 99,3 чоловіків також старших 18 років.
Середній дохід на одне домашнє господарство  становив 100 119 доларів США (медіана — 68 750), а середній дохід на одну сім'ю — 113 717 доларів (медіана — 88 750). Медіана доходів становила 53 750 доларів для чоловіків та 45 500 доларів для жінок. За межею бідності перебувало 3,0 % осіб, у тому числі 0,0 % дітей у віці до 18 років та 3,9 % осіб у віці 65 років та старших.
Цивільне працевлаштоване населення становило 200 осіб. Основні галузі зайнятості: освіта, охорона здоров'я та соціальна допомога — 17,5 %, виробництво — 14,5 %, будівництво — 14,5 %.